# مینروا

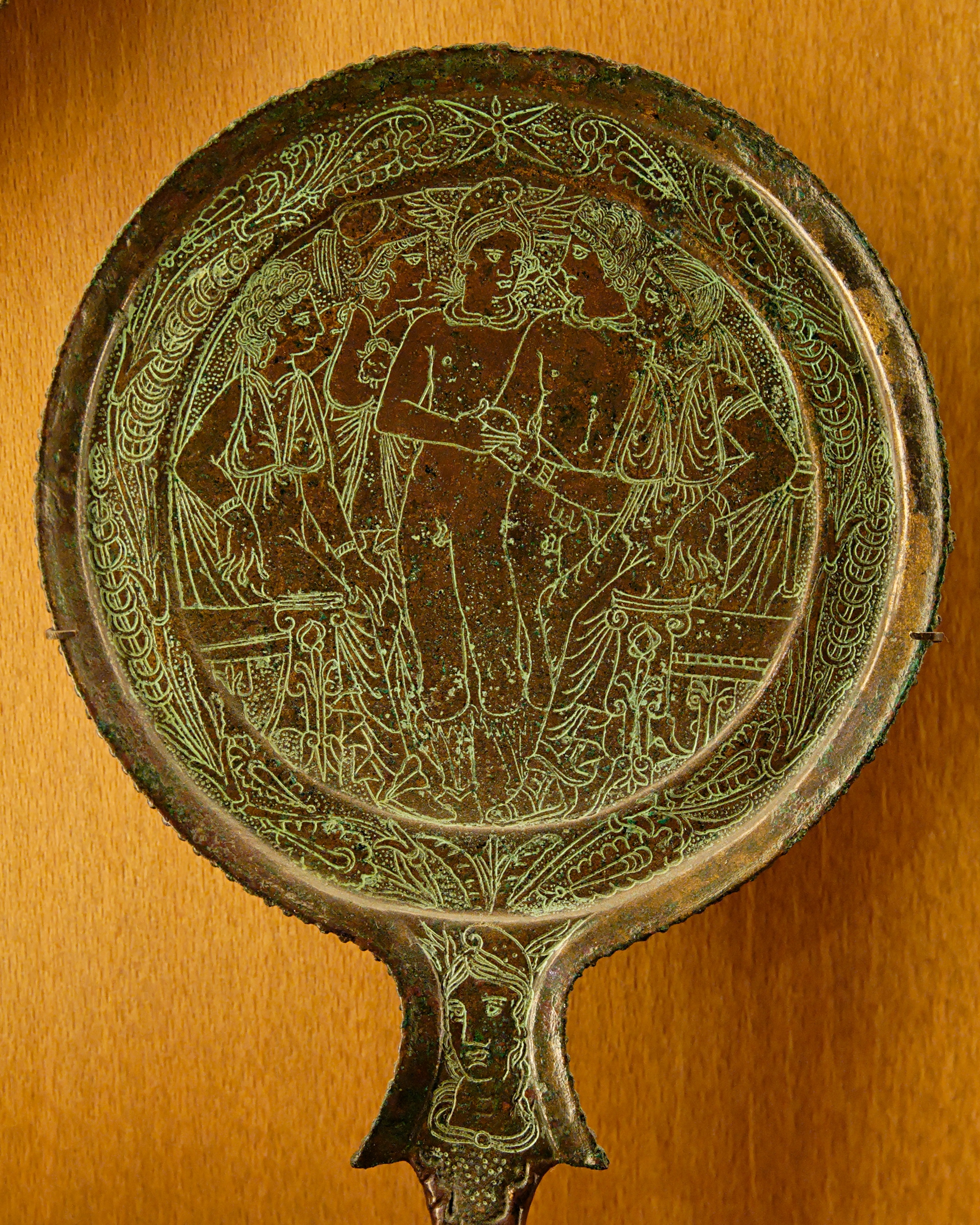
قضاوت پاریس بر روی یک آینه پشت برنزی، مربوط به قرنهای چهارم تا سوم قبل از میلاد (موزه لوور)، مینروا از سمت چپ دومین شخصیتی است که در این تصویر دیده می‌شود

مینروا (که به صورت مِنروا، مینیروا، مِنفرا، مِروا و مِرا نیز تلفظ می‌شود)، ایزدبانوی هنر، حکمت و سلامتی در اساطیر اتروسکی[مناطقی از روم باستان که امروزه بخش‌هایی از ایتالیا را در بر می‌گیرند] محسوب می‌شد. وی بخش زیادی از ویژگی‌های خود را از ایزدبانو یا الهه رومی، مینرو وام گرفته‌است.
اگرچه اتروسکی‌های تأثیرپذیرفته از تمدن هلنی یونان، آتنا را به عنوان همتای این ایزدبانو (مینروا) می‌شناسند، امّا وجود برخی از صفات و ویژگی‌های منحصربه فرد در مینروا، موجب روشن شدن این نکته شده‌است که وی، از یونان به اساطیر اتروسک راه نیافته‌است.
هنرمندان اتروسکی تحت تأثیر فرهنگ یونانی علاقه‌مند هستند که مینروا را با گورگونیون، کلاه، نیزه، و سپر تصویر کنند و او را [همچون آتنا که گفته می‌شود از سر پدر خویش، زئوس خارج شده‌است]، به صورت ایزدبانویی ترسیم کنند که از سر پدرش، تینیا، به دنیا آمده‌است. این ایزدبانو عموماً، به عنوان محافظت‌کننده از هراکلس و پرسئوس نیز شناخته شده‌است.
بر روی یک آینه برنزی که در منطقه پرانست یافت شده‌است، تصویر مینروا در حالی دیده می‌شود که در حضور پرسئوس و متوجه اوست و در همین حال پرسئوس نیز مشغول مشاوره با دو نفر از گرائی هاست یا در تصویری دیگر، وی درحالیکه سر مدوسا را بالا نگاه داشته‌است، در کنار پرسئوس و هرمس نشسته و همگی آن‌ها به انعکاس تصویر آن در استخری که در زیر پاهایشان است، خیره شده‌اند. این امکان قوی است که این تصاویر، بیشتر از آنکه از عملکرد و طرز رفتار هر گروه یا فرقه‌ای سرچشمه گرفته باشند، بازتاب‌هایی از منابع ادبی باشند.
اما در تصویر دیگری که باز هم بر روی یک آینه برنزی کشف شده در بولسنا نقش شده و متعلق به حدود ۳۰۰ قبل از میلاد می‌باشد، اسپلاس(آسکلپیوس) [اسطوره معروف مربوط به دانش پزشکی]، مشاهده می‌شود که در حال باندپیچی کردن قفسه سینه پرومتئوس است و در کنار او مینروا نیز در صحنه حضور دارد. مینروا در اغلب سبک‌های اصلی اتروسکی، بیشتر به صورت الهه‌ای تصویر شده که رعد و برق را [به‌صورت نیزه‌ای]، به آسمان پرتاب می‌کند. مارتیانوس نیز به او به عنوان یکی از نه تن خدایان اتروسکی رعد و برق اشاره می‌کند. به نظر می‌آید که مینروا، بر خلاف آتنا، با پدیده‌های آب و هوایی در ارتباط باشد.
اسم مینروا از اسامی بومی خاص ایتالیا است و ممکن است حتی از یک ریشه اتروسکی مشتق شده باشد. هرچند که در مورد این نکته، اختلاف نظرها و مناقشاتی نیز وجود داشته‌است. کارل بکر در همین ارتباط خاطرنشان کرده‌است که نام مینروا (مِنروا)، از ریشه «مِن»، که معنایی مرتبط با مفهوم حافظه دارد، مشتق شده‌است. کلمات یونانی همچون «مِنموزاین» (به یونانی: μνημοσύνη) و «مِنزتیس» (به یونانی: μνῆστις)، همگی در معانی حافظه، یاد، و خاطره به کار می‌روند.
مینروا اغلب در قضاوت پاریس، به تصویر کشیده شده و نزد اتروسکی‌ها با نام السنتر (الکساندر یا همان اسکندر، که نام جایگزین آن در زبان یونانی است)، خوانده شده‌است. وی یکی از محبوبترین اسطوره‌های یونانی در اتروریا به‌شمار می‌آید.
مینروا، در همراهی با تینیا و یونی، بخشی از سه‌گانه (تریاد) مقدسی بود که بازتاب آن، بعدها در کاپیتولین سه‌گانه روم، که از ژوپیتر، جونو، و مینرو تشکیل شده بود، تجلی یافت.

## شرح دیگر
مینروا یا مِنروا یا منرفا، یک الهه رومی است که رومیان متأثر از تمدن هلنی (یونان باستان)، از قرن دوم پیش از میلاد به بعد، او را با آتنا الهه یونانی برابر می‌دانستند. او الهه باکره شعر، طب، حکمت، و تجارت بود، با بافندگی، صنایع دستی، و سحر و جادو ارتباط داشت، و مخترع موسیقی به حساب میامد. او اغلب همراه با یک جغد به تصویر کشیده شده‌است تا به عنوان موجودی مقدس از طریق ارتباط با این پرنده، به نماد حکمت نیز ارتباط یابد.